# グラスゴー派

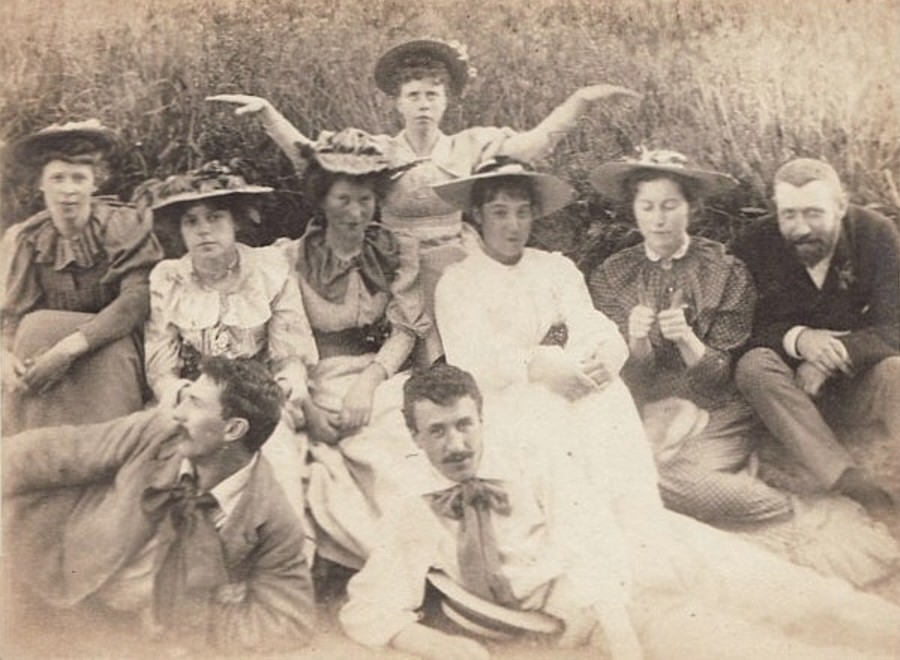
マッキントッシュ夫妻らと女性芸術家たち

グラスゴー派は、19世紀末に、芸術家集団「4人組」を中心としてヨーロッパ各地からスコットランドのグラスゴーに集まった建築家・デザイナー等のグループである。
形骸化したルネッサンス文化に飽き足らず、ロマンチシズムを取り入れた新しい家具を含む工芸・芸術運動(アート・ムーブメント)を展開した。

## 概要
芸術家集団「4人組」は、スコットランドの工芸家で建築家のチャールズ・レニー・マッキントッシュ（1868年 - 1928年）、マーガレット・マクドナルド（1865年 - 1933年）、フランシス・マクドナルド（1874年 - 1921年）、ハーバード・マックネア（1868年 - 1955年）によって結成された。マーガレットとフランシスは姉妹である。
マッキントッシュ等4人組は、1896年のアーツ・アンド・クラフツ展に、彼らの家具、ポスター、絵画作品、銀細工の時計、装飾パネルなどを出品する。（マッキントッシュは家具、ポスター、絵画作品、マクドナルド姉妹は銀細工の時計、装飾パネルなどを出品した。）
しかし、展示会主催のメンバーらは、グラスゴー派の幻想的な曲線装飾を「奇妙な装飾の病」として、非難し、それ以後の出品を禁止した。そして、当時の多くの芸術家からも酷評された。しかし、1893年に創刊されたロンドンの美術工芸雑誌「ステュディオ」は、唯一反対の立場をとり、1897年に「4人組」を中心に連載でグラスゴー派の活動を紹介した。この記事の掲載が、同じ年のウィーンの美術家と工芸家によって結成されたウィーン分離派の造形運動に影響を及ぼし、その後の1900年にダルムシュタット芸術家村で開催されたウィーン・ゼツェッション展を通じてマッキントッシュの名が広まった。

## 「4人組」の絵画作品

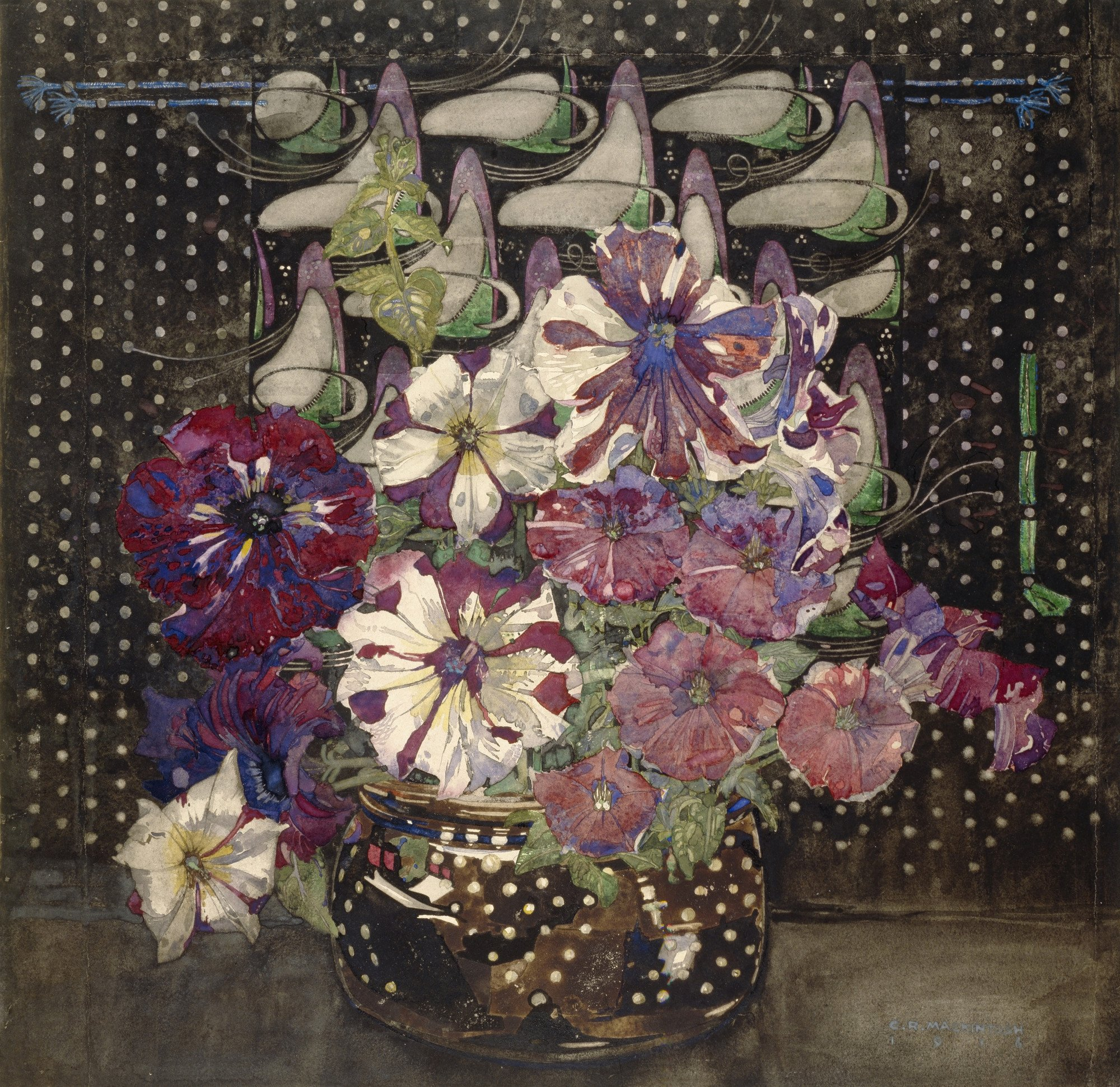
チャールズ・レニー・マッキントッシュ(画)
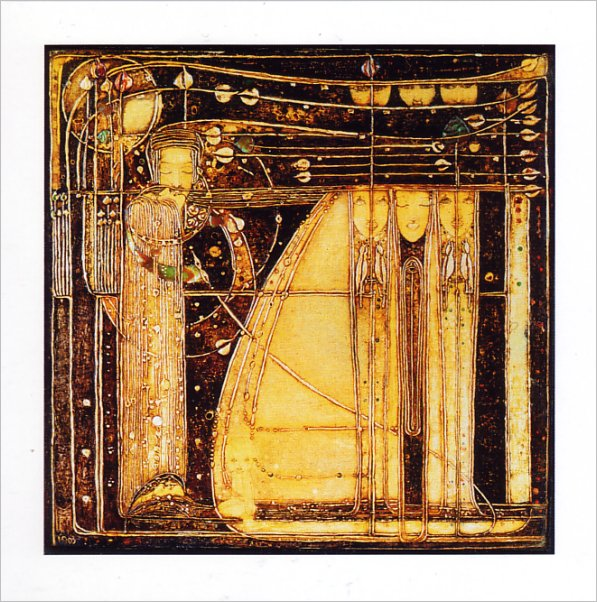
マーガレット・マクドナルド・マッキントッシュ(画)
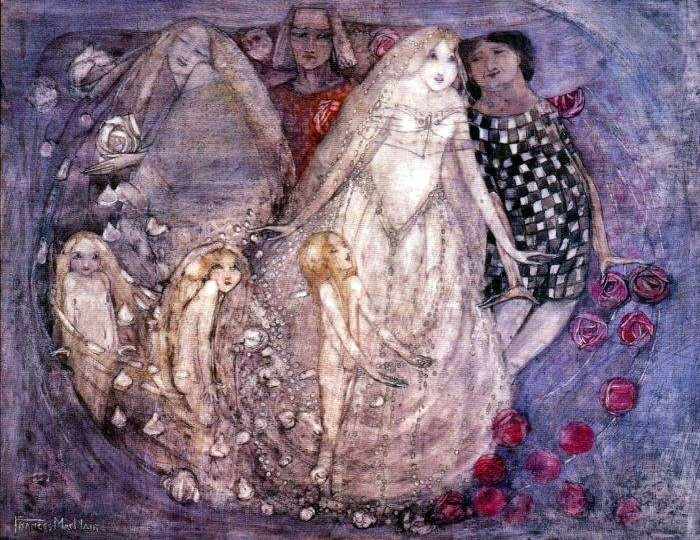
フランシス・マクドナルド(画)

## グラスゴー・ガールズ

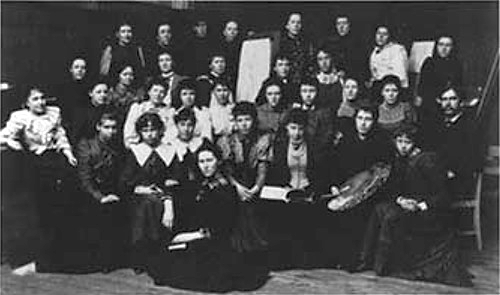
1893年のグラスゴーの女性芸術家たち

「4人組」のメンバーであったマーガレット・マクドナルドとフランシス・マクドナルドを含む女性画家、デザイナーのグループは「グラスゴー・ガールズ」と呼ばれた。主要なメンバーにはジェシー・M・キング、アニー・フレンチ、ヘレン・パクストン・ブラウン、ジェシー・ワイリー・ニューベリー、アン・マクベス、ベッシー・マクニコル、ノラ・ニールソン・グレイらがいる。
1885年から1920年の「啓蒙の時代」において、グラスゴーで女性芸術家の活動が盛んになったのは、地域の美術学校、グラスゴー美術学校の進歩的な校長であるフランシス・ヘンリー・ニューベリーの影響が大きい、ニューベリーは女性の教師を雇い、刺繍などの女性の工芸のクラスを設けた。美術史で「グラスゴー・ガールズ」という名前がつかわれるのは、1960年代になってからで、スコットランドの美術史家のブキャナン(William Buchanan)がグラスゴーの芸術家の展覧会を紹介するなかで使用したとされる。

## 「グラスゴー・ボーイズ」
「4人組」の作品が注目されていた1880年代から1890年代に、グラスゴーで学んだり、活動する若い画家たちはフランスで流行した「印象派」や、「ポスト印象派」の影響を受けた作品を描くようになり、「グラスゴー・ボーイズ」と呼ばれることになった。

## メンバーとされる画家と作品例

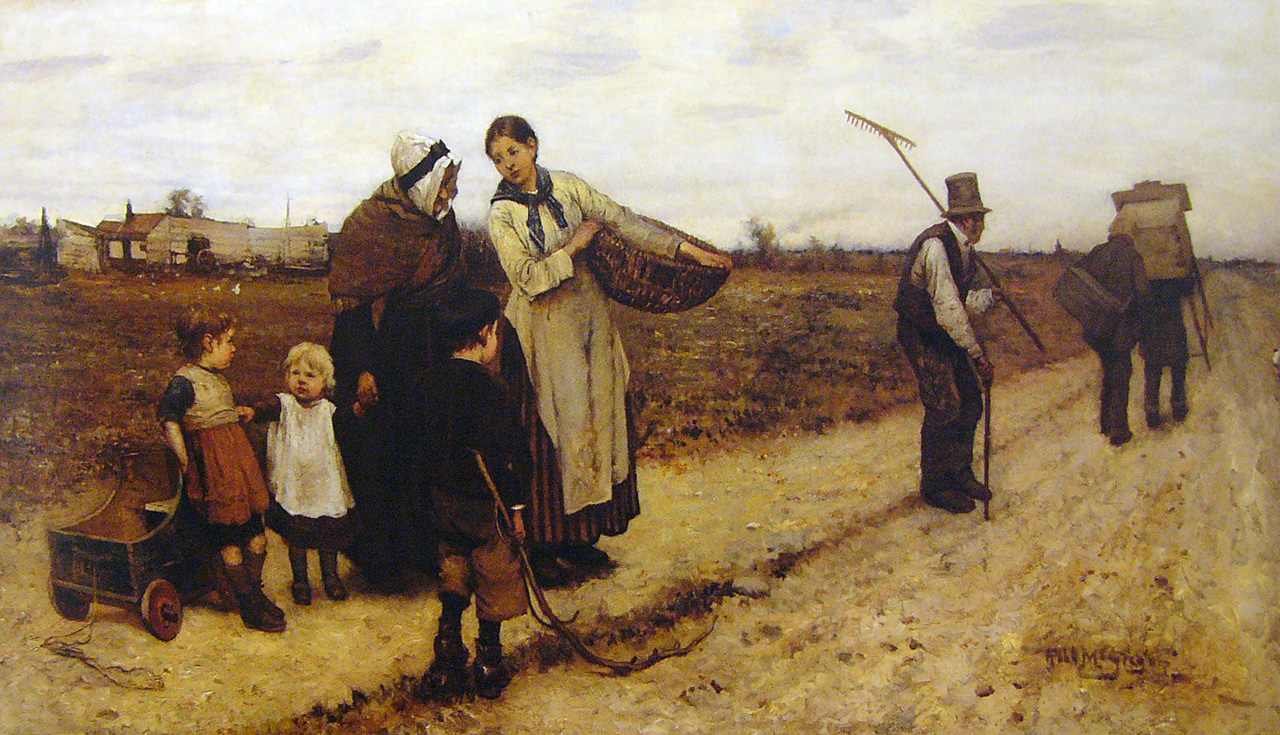
(画)ロバート・マクグレガー (en) Doing the Provinces (1879)
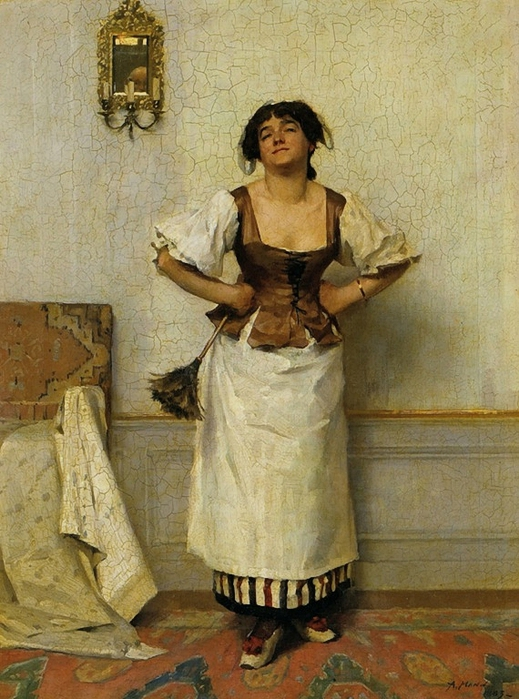
(画)アレキサンダー・マン Soubrette (1883)
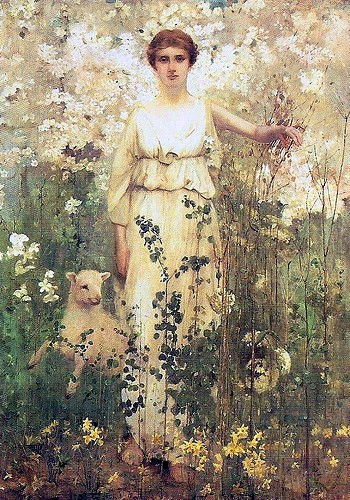
(画)トーマス・ミリー・ダウ Spring (1886)
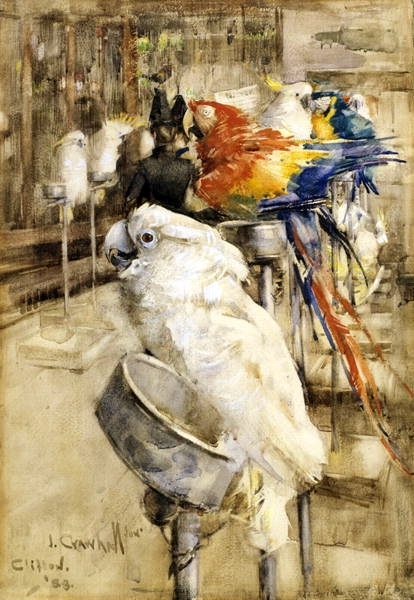
(画)ジョセフ・クローホール The Aviary Clifton (1888)
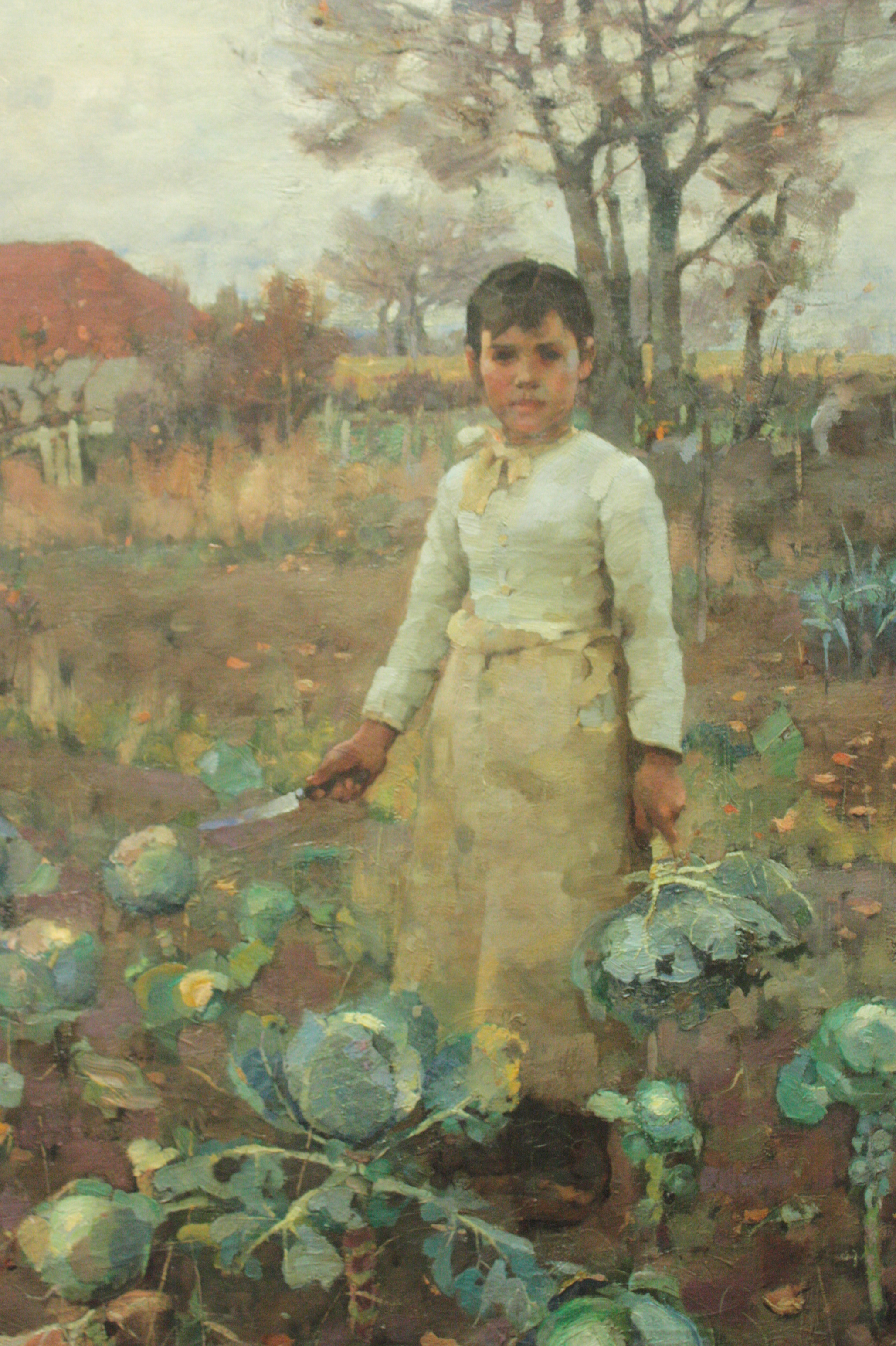
(画)ジェイムズ・ガスリー A Hind's Daughter (1884)
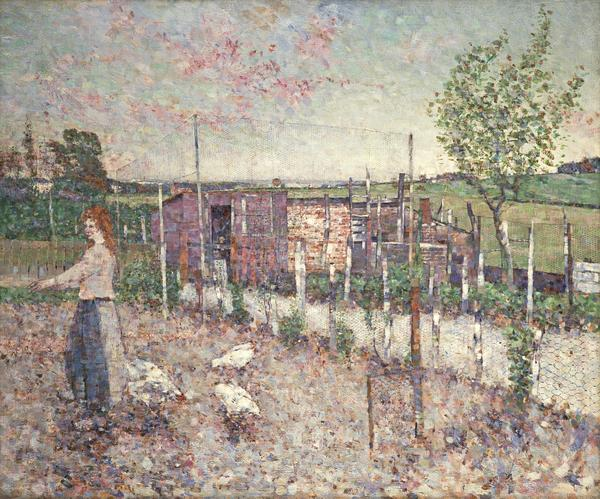
(画)ジョン・クイントン・プリングル Gartcoshの養鶏場 (1906)
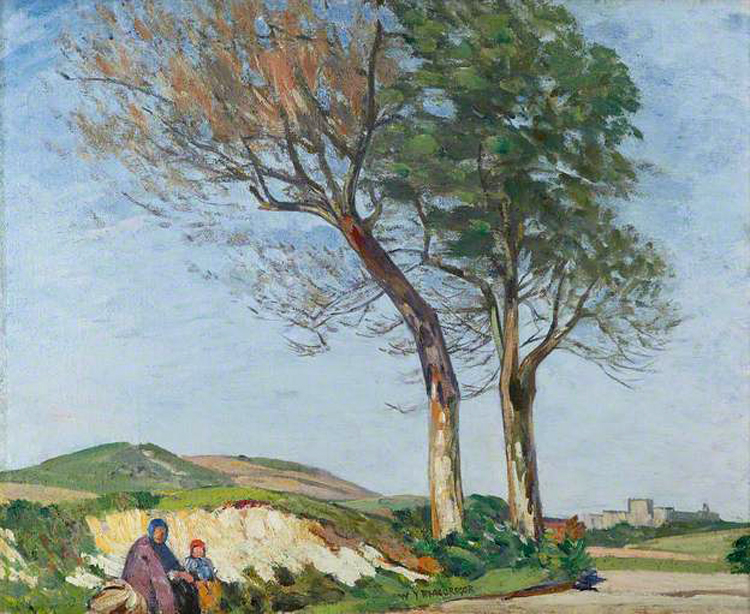
(画)ウィリアム・ヨーク・マクレガー Cerca de Dover (1921)
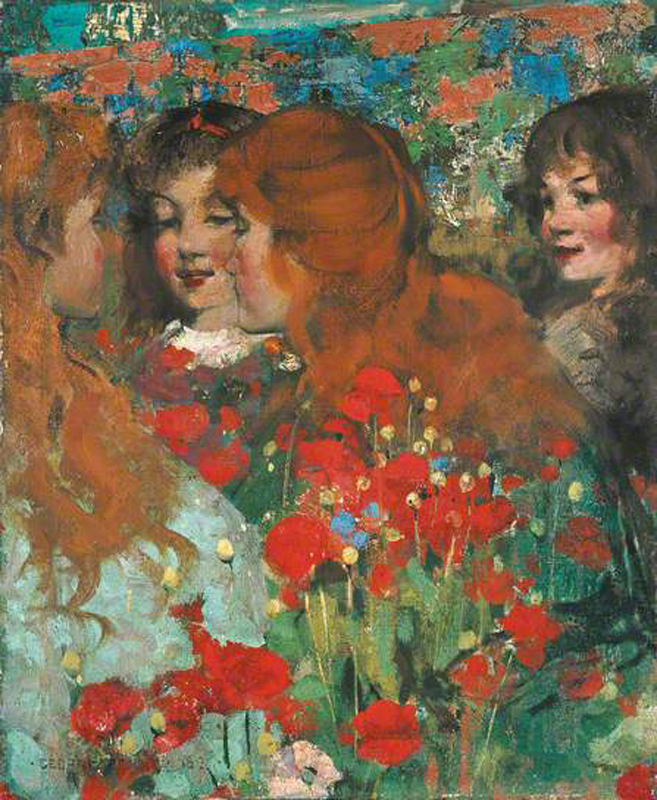
(画)ジョージ・ヘンリー Poppies (1891)
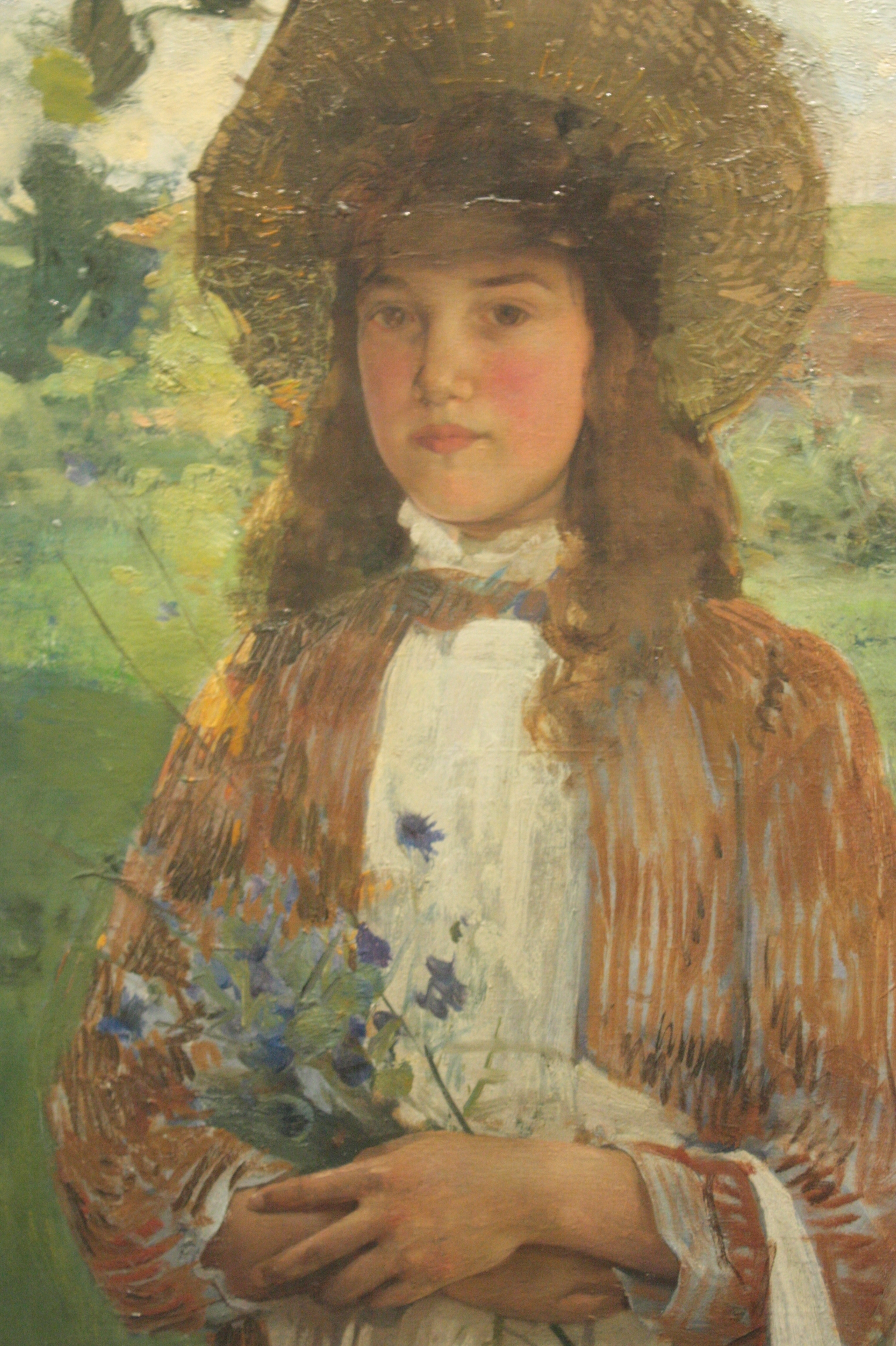
(画)エドワード・アーサー・ウォルトン Bluette (1891)
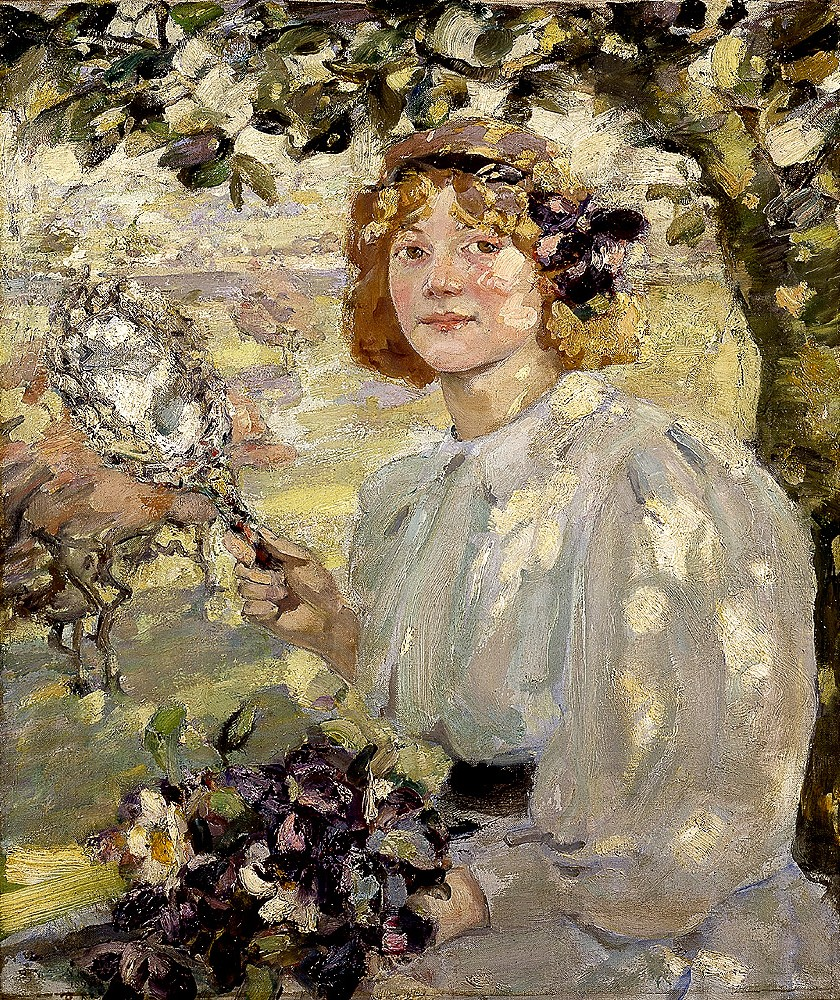
(画)ベッシー・マクニコル リンゴの木の下で (1899)
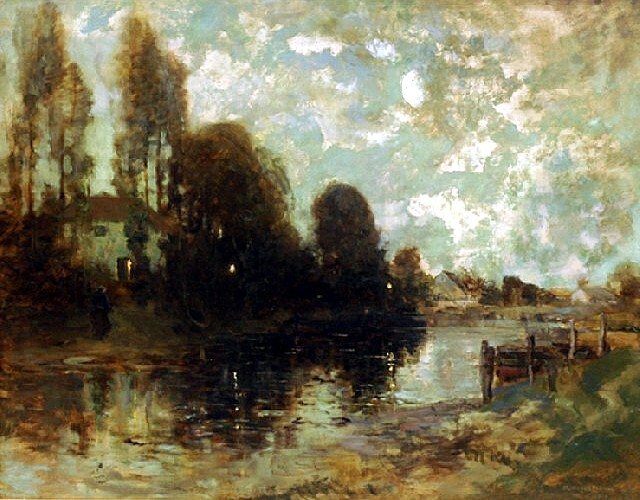
(画)グロスヴナー・トーマス フランスの村の月明り (1903)
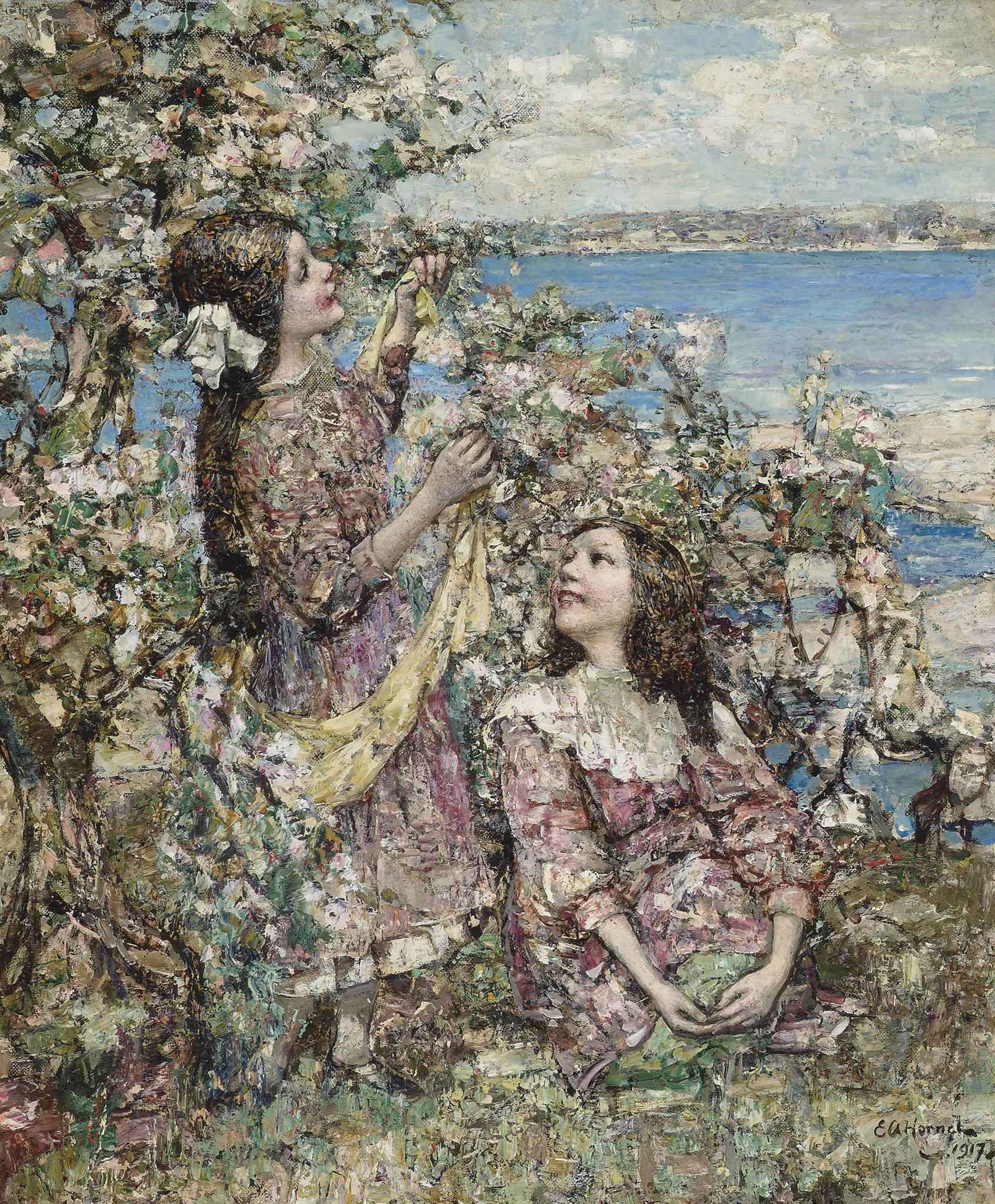
(画)エドワード・ホーネル Amidst the spring blossom (1905)
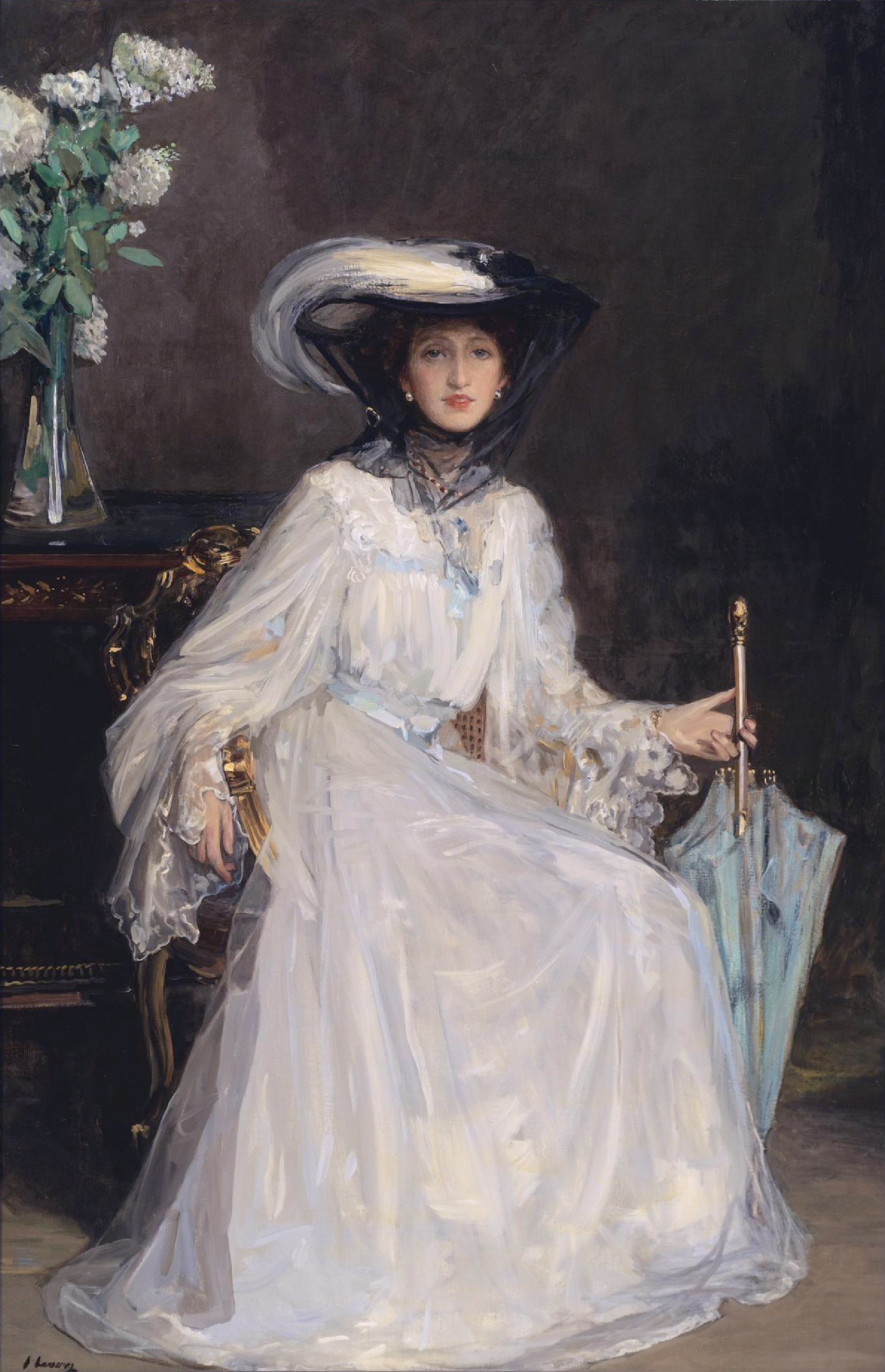
(画)ジョン・レィヴァリ Evelyn Farquhar, wife of Captain Francis Douglas Farquhar (1906)
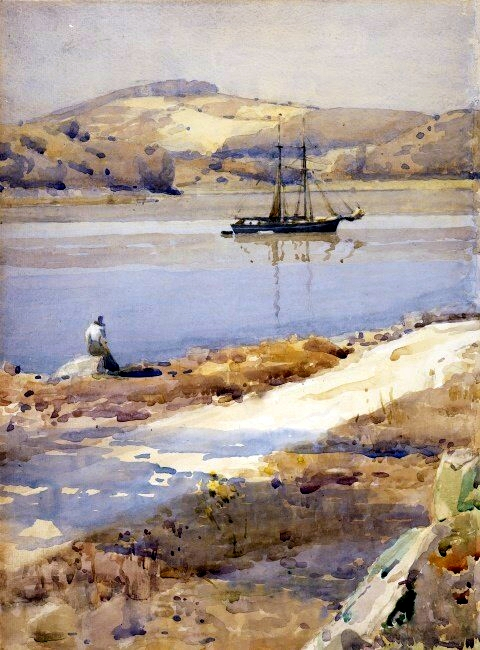
(画)ジェイムズ・パタースン Kippford Waiting For The Tide (1913)
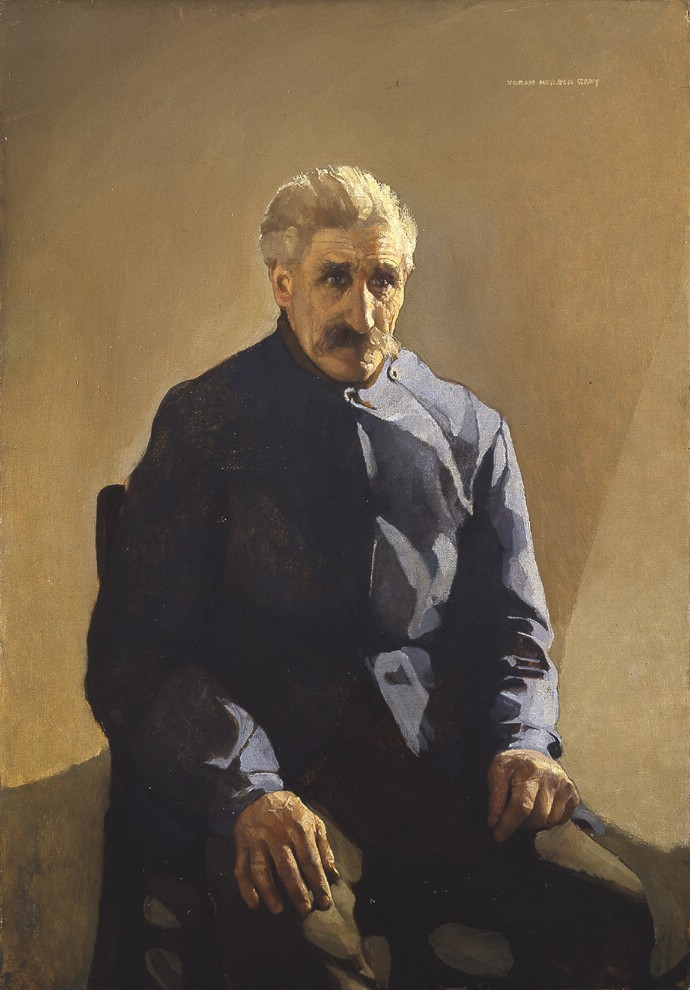
(画)ノラ・ニールソン・グレイ The Belgian Refugee (1915)
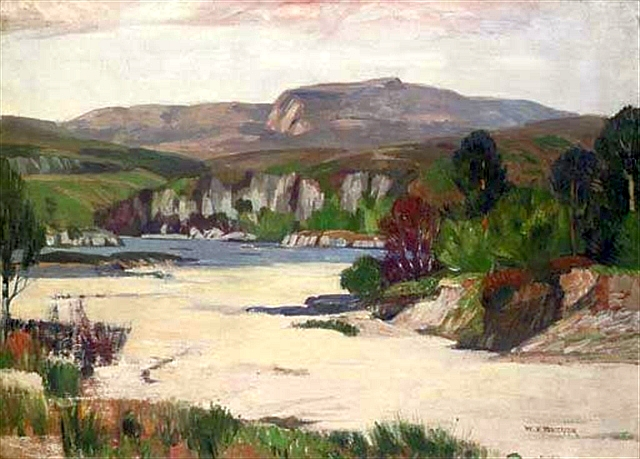
(画)ウィリアム・ヨーク・マクレガー The Sands Of Morar
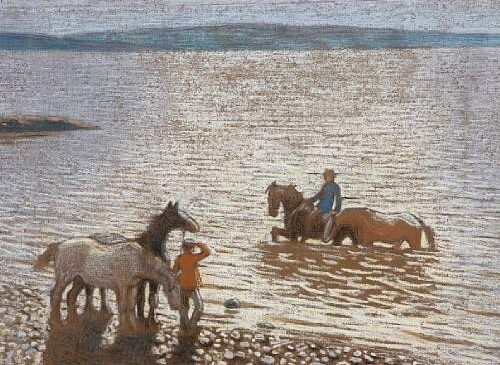
(画)トーマス・コーサン・モートン Sun glitter on the Forth
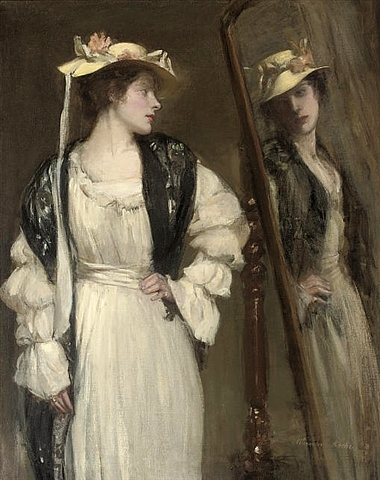
(画)アレクサンダー・ロシュ The Looking Glass
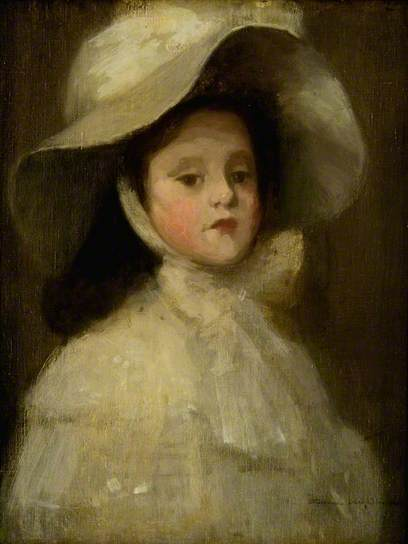
(画)スタンズモア・ディーン・スティーブンソン Jean Macaulay Stevenson